# Баланан, Эрван
Эрван Баланан (фр. Erwan Balanant) — французский политик, депутат Национального собрания Франции.

## Биография
Родился 21 февраля 1971 года в Лорьяне (департамент Морбиан). Бывший профессиональный спортсмен, был членом молодежной сборной Франции по в прыжкам в высоту. 
Фотограф и режиссер по профессии, он работал со многими известными французскими актерами и певцами на звукозаписывающей студии Mercury. В 2017 году снял документальный фильм «A la rencontre des femmes oubliées» о положении женщин в условиях высокой нестабильности. 
В 2007 году Эрван Баланан вступил в партию Демократическое движение. В марте 2008 года он был избран в муниципальный совет города Кемперле, стал заместителем мэра по вопросам коммуникаций и связям с общественностью. В 2010 году по списку партии баллотировался в Региональный совет Бретани, но не был избран. В 2012 году активно участвовал в президентской кампании лидера партии Франсуа Байру и безуспешно баллотировался в депутаты Национального собрания по 8-му округу департамента Финистер.
На муниципальных выборах 2014 года в Кемперле он возглавил партийный список, занявший в 1-м туре второе место. Объединившись с правым списком, боролся во 2-м туре с кандидатом социалистов Мишелем Керне и проиграл, получив 45,93 % голосов. В городском совете возглавил оппозицию.
В 2015 году Эрван Баланан вышел из партии Демократическое движение из-за несогласия с ее дрейфом вправо. В 2017 году он вступил в движение «Вперёд!» Эмманюэля Макрона, а в июне того же года стал кандидатом президентского большинства на выборах в Национальное собрание по 8-му избирательному округу департамента Финистер. 18 июня 2017 года он победил во 2-м туре своего бывшего соперника по выборам в Кемперле Мишеля Керне, получив 51,45 % голосов.
В Национальном собрании Эрван Баланан является членом Комиссия по конституционному законодательству и общему управлению.
В то время как «Движение жёлтых жилетов» призывало к проведению референдума по народной инициативе, он заявлял, что референдум «вовсе не является решением этого кризиса», однако ссылался на возможность референдума по конституционным вопросам после европейских выборов 2019 года.
В июле 2019 года в совместном заявлении с Сандрин Ле Фёр, также депутатом от департамента Финистер, он объяснил, что проголосовал против ратификации всеобъемлющего экономического и торгового соглашения, известного как CETA, чтобы «потребовать заключения нового поколения международных соглашений, устойчивых и справедливых».
В октябре 2020 года он представляет министрам национального образования Жану-Мишелю Бланке и юстиции Эрику Дюпону-Моретти отчет о притеснениях в школах. В нем представлены 120 предложений, в том числе о введении уголовного наказания за хулиганство в школах, распространении буклета по информированию родителей о цифровых инструментах и обучении всех членов школьного сообщества. 
24 ноября 2020 года он воздержался в первом чтении при голосовании по законопроекту о глобальной безопасности и проголосовал против статьи 24 этого законопроекта.
Эрван Баланан является докладчиком по разделу «экологическая справедливость» законопроекта о борьбе с изменением климата и повышении устойчивости к его воздействию. Он отвергает признание экоцида преступлением, как предлагается гражданской Конвенцией по климату, полагая, что это не представляет «ни срочности, ни решения более справедливого правосудия, защищающего наши живые экосистемы». 
24 февраля 2022 года внесенный им законопроект о борьбе со школьными издевательствами и объявлении их уголовным преступлением был принят в окончательном чтении Национальным собранием (86 голосами за при 2 воздержавшихся).
На выборах в Национальное собрание в 2022 году Эрван Баланан вновь баллотировался в восьмом округе департамента Финистер от президентского большинства и сохранила мандат депутата, получив во втором туре 52,4 % голосов. В новом составе Национального собрания избран вице-председателем Комиссии по конституционному законодательству и общему управлению.

## Занимаемые должности
03.2008 — 28.06.2020 — член совета города Кемперле 

с 21.06.2017 — депутат Национального собрания Франции от 8-го избирательного округа департамента Финистер